# Текирдаглы Бекри Мустафа-паша
Текирдаглы́ Бекри Мустафа́-паша (тур. Tekirdağlı Bekri Mustafa Paşa; ок. 1618/1620 — 1690) — османский государственный деятель, великий визирь (1688—1689) в правление султана Сулеймана II.

## Биография
По происхождению турок, в молодости начал службу в янычарах в качестве казначея командира янычар Бекташ-аги. Затем Бекри Мустафа-паша дослужился до чорбаджи, а затем проходил несколько ступеней повышения в чинах, став сначала секбанбаши, а в 1679 году достигнул звания аги янычар.
Бекри Мустафа-паша был назначен сердаром османской армии для участия в войне со Священной лигой. В тот период Османская империя теряла свои территории в Венгрии и Мустафа-паша не смог противостоять имперской армии, но в сентябре 1684 года ему было приказано снять осаду с Буды. 30 октября имперская армия сняла осаду Буды из-за плохой погоды и болезней в армии. Бекри Мустафа-пашу обвинили в плохом командовании и отстранили с должности сердара.
После увольнения Бекри Мустафа-паша был назначен на должность бейлербея Канижи, который он занимал до 1687 года. В том же году его вернули в Стамбул, где он во второй раз был назначен на должность аги янычар. 30 мая 1688 года Бекри Мустафа-паша был назначен на должность великого визиря, сменив Нишанджы Исмаила-пашу. В Европе имперская армия продолжала наступление, в сентябре 1688 года был захвачен Белград, открыв дорогу австрийцам вглубь империи. По настоянию советников султан Сулейман II возглавил армию, которая выступила в сторону Софии. Османская армия выступила в сторону Белграда, но османская армия попала в засаду во время преследования противника и отступила в сторону Софии. В сентябре 1689 года австрийская армия захватила Ниш и выдвинулась в сторону Бухареста.
7 ноября 1689 года был отправлен в отставку с поста великого визиря и его сменил Мустафа-паша Кёпрюлю. Бекри Мустафа-паша был выслан из Софии в Малкару, где и прожил до конца жизни. Скончался в январе 1690 года в Малкаре, на момент смерти ему было более 70 лет. После его смерти его имущество было конфисковано в государственную казну.